# Antena de Oro 2005
La XXXIII Edició dels Premis Antena de Oro, entregats el 9 de juliol de 2005 al Cigarral del Santo Ángel Custodio (Toledo) encara que corresponents a 2004 foren els següents:

## Televisió
- Inés Ballester per Por la mañana.
- Augusto Algueró per l'ambientació musical a Telecinco.
- Núria Roca Granell per La isla de los famosos.
- Albert Castillón Goni, per Castillón y Compañía.
- Irma Soriano, per Irma de tarde.

## Ràdio
- Pepa Fernández per No es un día cualquiera de RNE.
- La Brújula d'Onda Cero.
- El mirador del deporte de Punto Radio.
- Juanma Ortega per Anda ya.
- César Vidal Manzanares per La linterna.

## Trajectòria professional
- Menchu Álvarez del Valle.
- César Gil.
- María Eugenia Yagüe
- Javier Fernández Arribas

## Altres categories
- Antena Extraordinaria: José Bono Martínez.
- José María Barreda Fontes, President de Castella-La Manxa.
- Cinema: Alejandro Amenábar.
- Música: Presuntos Implicados.
- Teatre: Ana María Vidal.